# Cremaspora thomsonii
Cremaspora thomsonii är en måreväxtart som beskrevs av William Philip Hiern. Cremaspora thomsonii ingår i släktet Cremaspora och familjen måreväxter. Inga underarter finns listade i Catalogue of Life.